# Myzopoda aurita
Myzopoda aurita là một loài động vật có vú trong họ Myzopodidae, bộ Dơi. Loài này được Milne-Edwards & Grandidier mô tả năm 1878.